# Кришталеві світи Swarovski

Вхід до музею

Кристалічні світи Swarovski (Кришталеві світи Swarovski, нім. Swarovski Kristallwelten) - музей кристалів, створений в 1995 р. до 100-річного ювілею фірми Swarovski художником Андре Хеллером (нім. André Heller). Музей розташований у Ваттенсі, за 15 кілометрів від Інсбрука на місці першого заводу Даніеля Сваровскі і неподалік від нинішньої штаб-квартири компанії.
Разом з Андре Хеллером над створенням музею кристалів працювали Брайан Іно, Ніки де Сен-Фалло та інші художники і дизайнери.
В цілому це не звичайний музей у традиційному розумінні - в музеї представлено не історію кришталю, а сам кришталь в самих різних його варіаціях. Андре Хеллер придумав якусь казкову країну підземну, наповнену не завжди зрозумілими, але блискучими і захоплюючими скарбами. Музей представляє величезний інтерактивний простір, де можна не тільки побачити, а й почути, відчути і понюхати.
Спочатку музей був розрахований на 200-300 тис. відвідувачів на рік. З часом він став дуже популярним як в Австрії, так і за межами країни. Сьогодні музей є другим за популярністю (після палацу Шенбрунн у Відні) музеєм країни. Середня відвідуваність парку - 700 000 чоловік на рік.
У зв'язку із зростанням популярності музей неодноразово розширювався. Перше розширення сталося в 2003 році. В 2007 р. він повторно реконструювався. В чергове розширення було вкладено 10 млн євро.
Музей являє собою лабіринт із 13 залів, ресторану, найбільшого магазину Сваровські, VIP залу для колекціонерів, залу для спеціальних виставок, пов'язаних між собою коридорами і сходами.

## Найцікавіше

### Голова велетня
Сам музей розташований під землею. Наземною його частиною є тільки вхід, створений у вигляді голови велетня. Його очі виконані із зелених кристалів. З рота постійно падає водоспад. Праворуч розташований сад у вигляді руки.
До підземного музею веде скляний тунель. На його стінах вигравірувані вірші великих поетів: Шекспіра, Гарсія Лорки, Гете. Зрозуміло, в кожному з цих віршів один з рядків обов’язково містить слова «кристал» або «кришталь».
Вважається, що все, що знаходиться в музеї - це скарби велетня.

### Най-най
У музеї виставлені найменший і найбільший з кристалів Сваровскі. Маса найбільшого кристала - 310 000 карат, його діаметр 40 см. Діаметр найменшого кристала становить всього 0,8 мм. Ці рекордсмени увійшли до Книги рекордів Гіннеса.

## Галерея

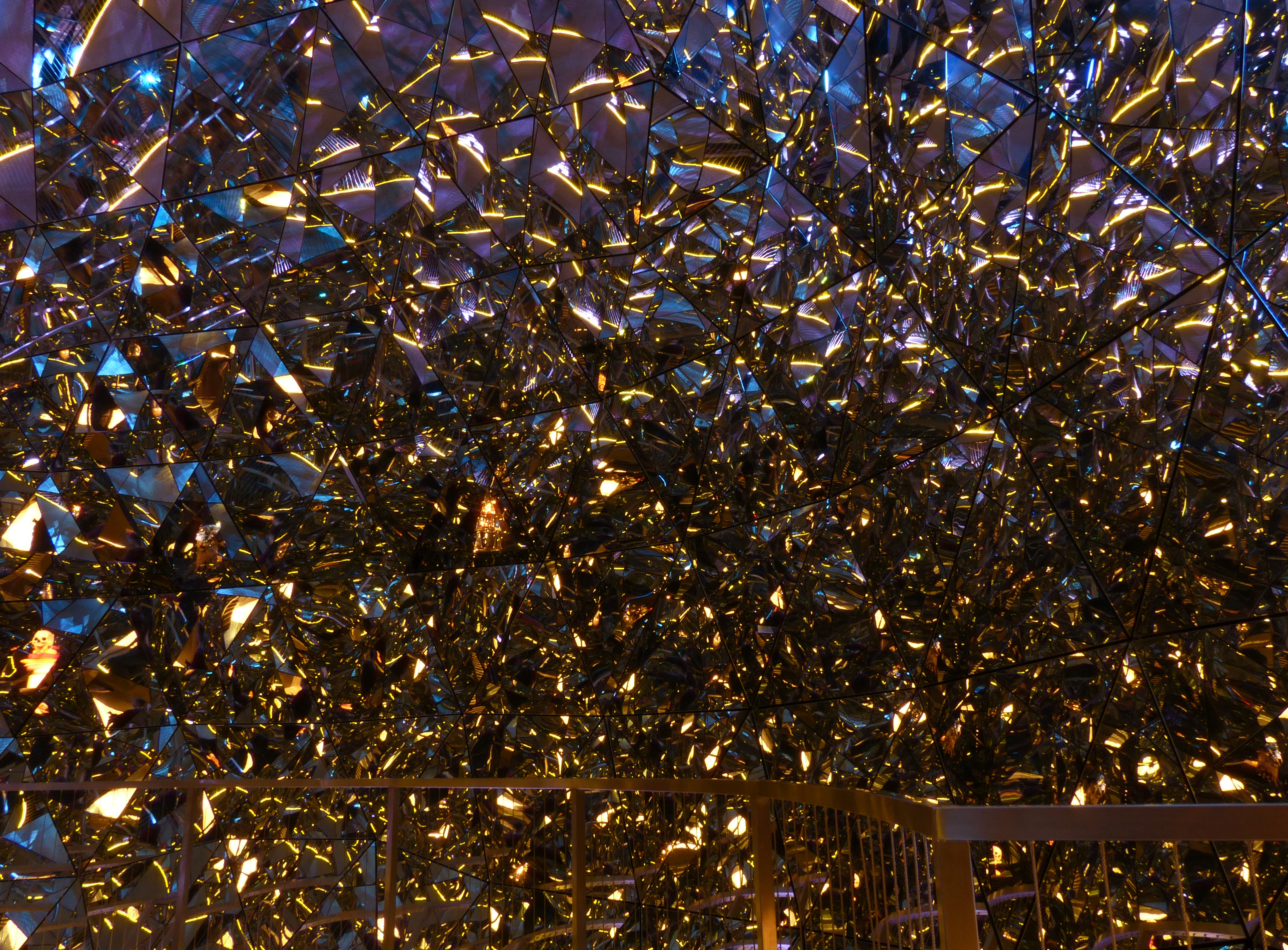
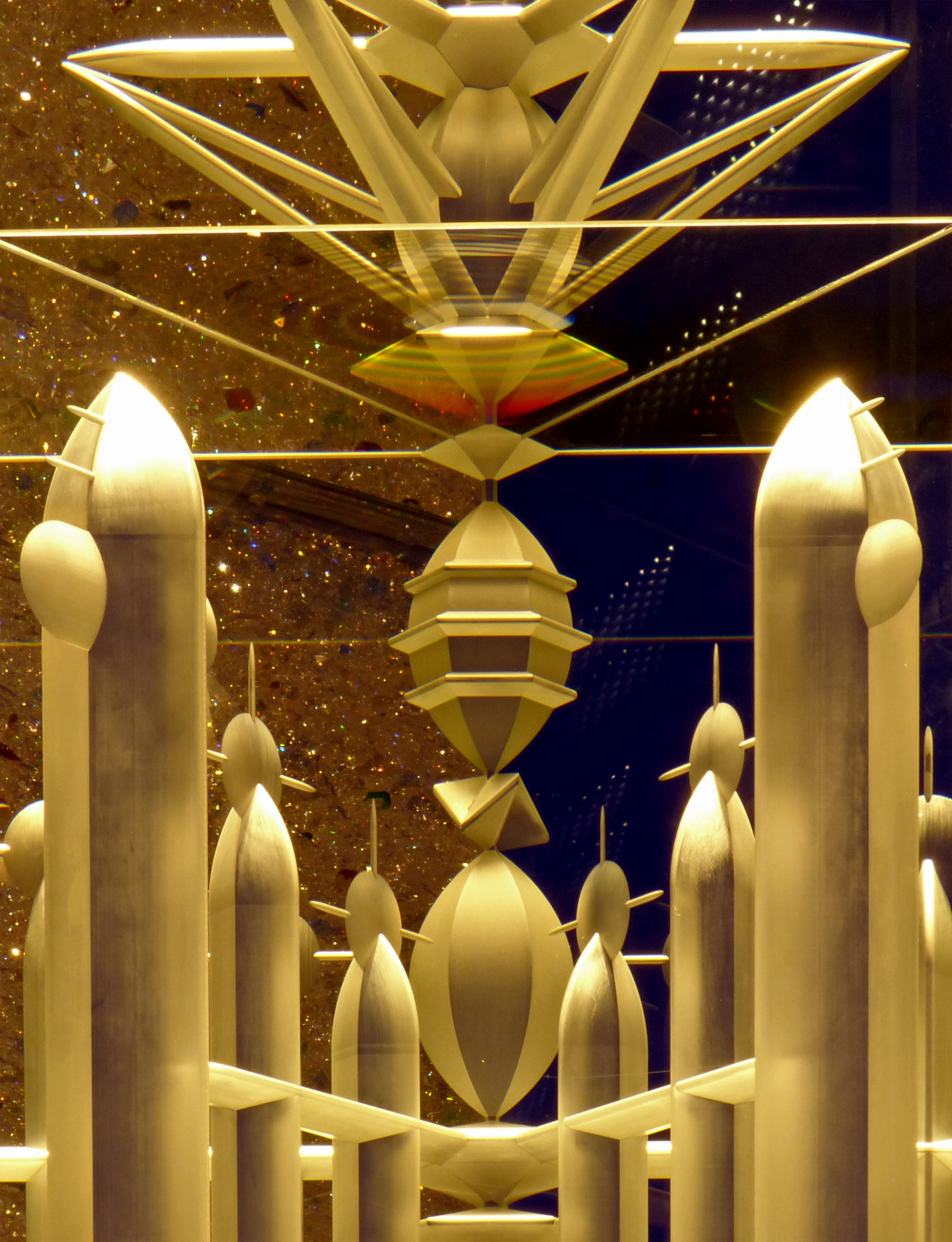
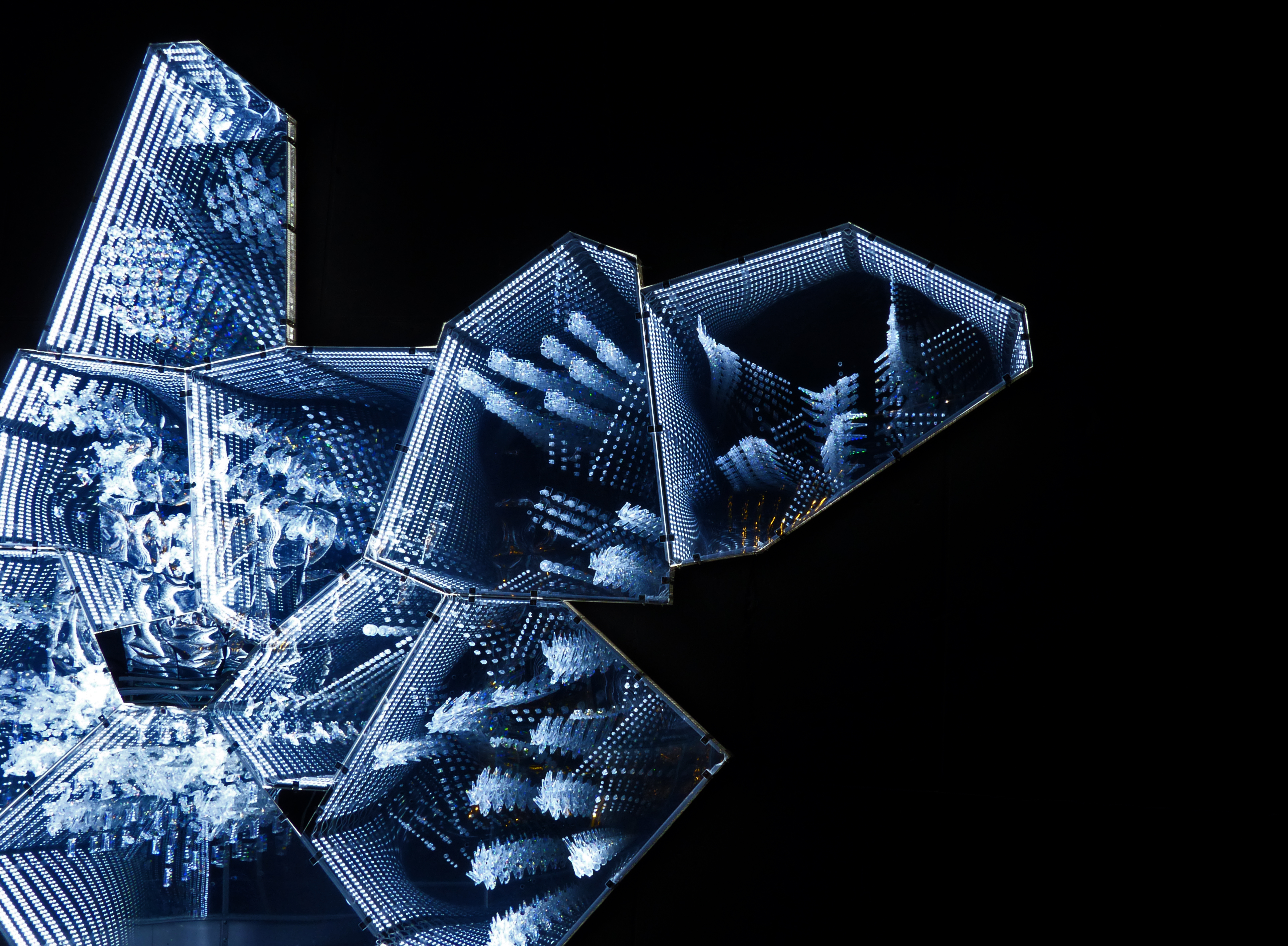
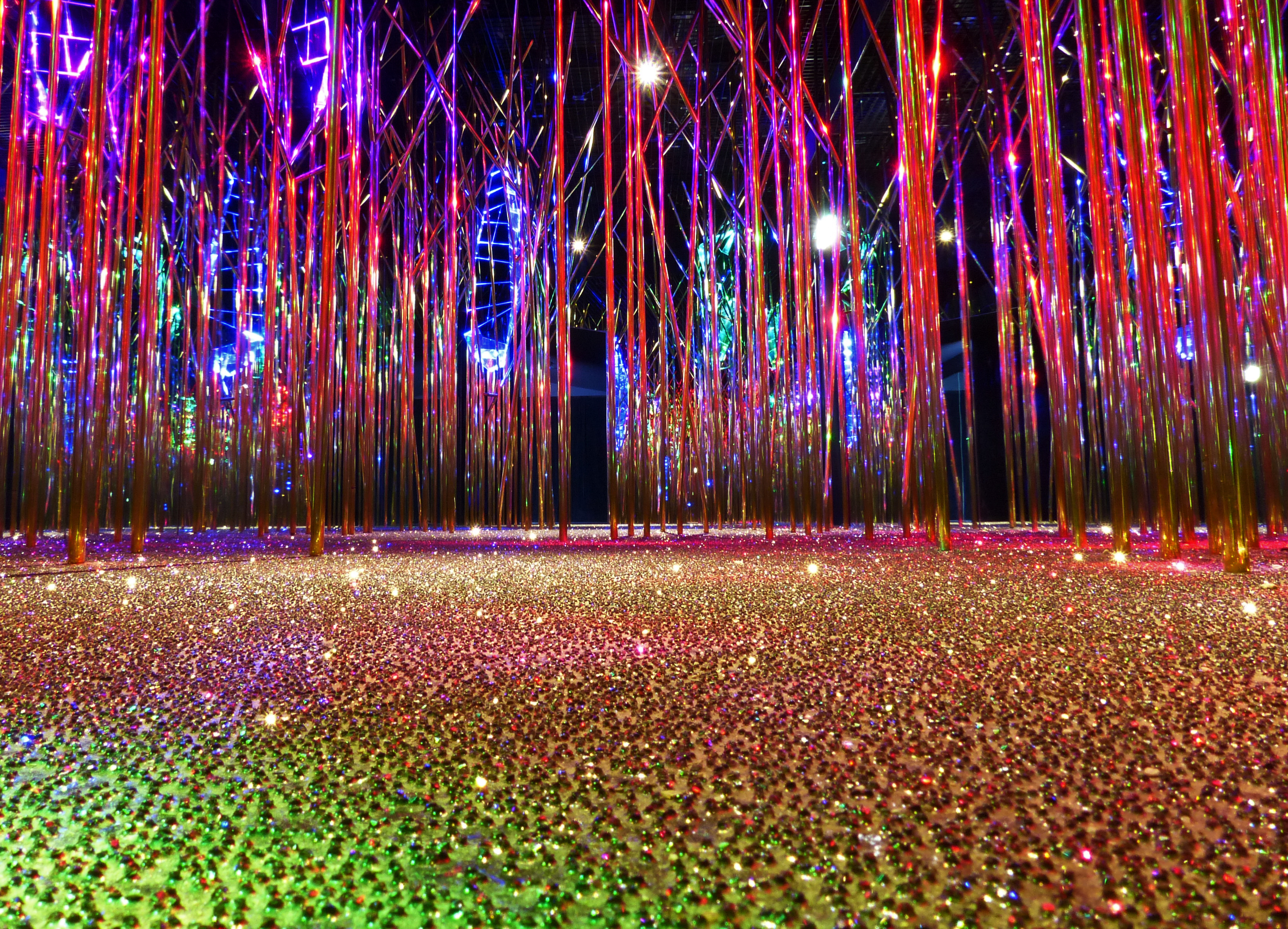
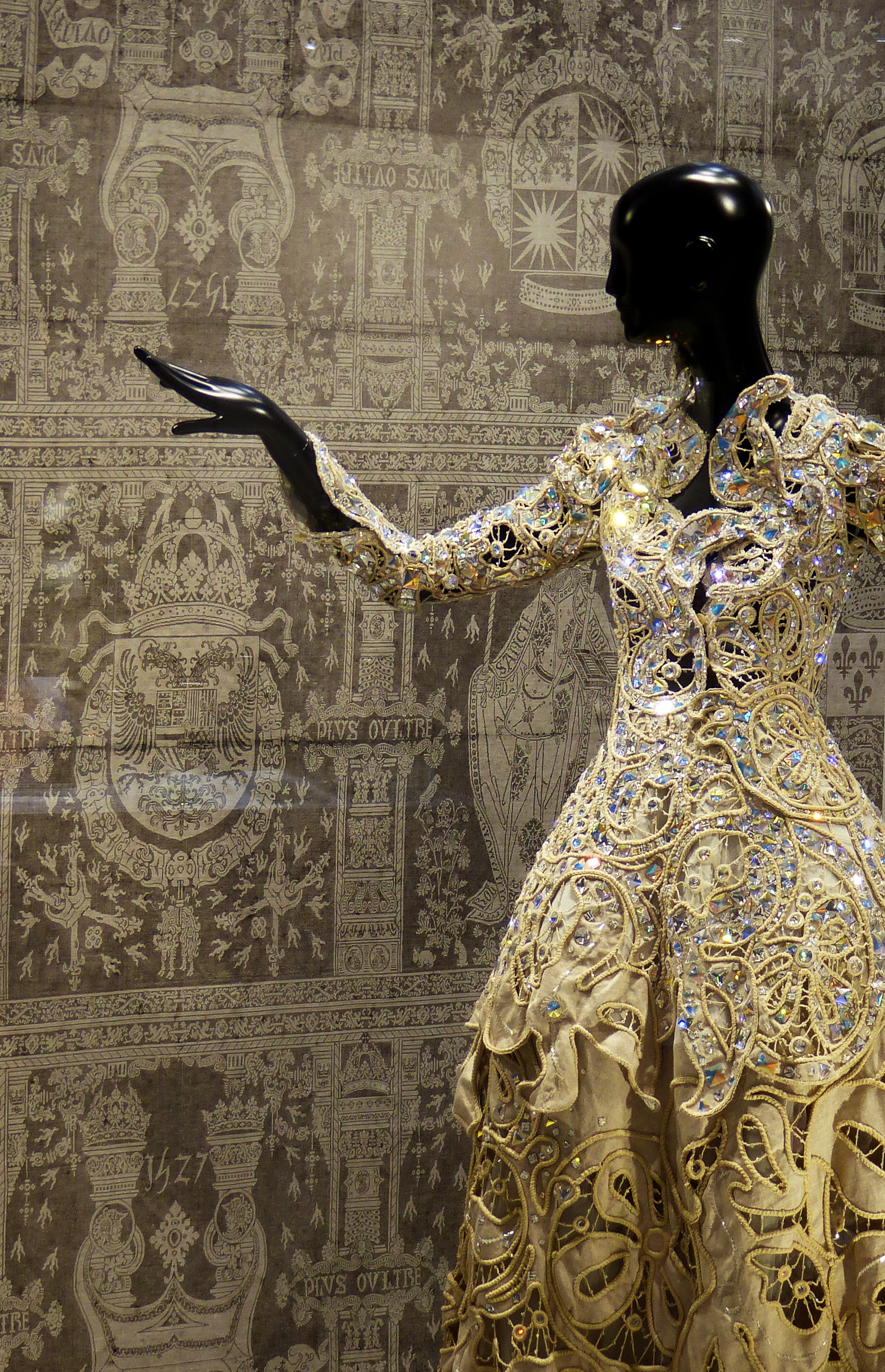
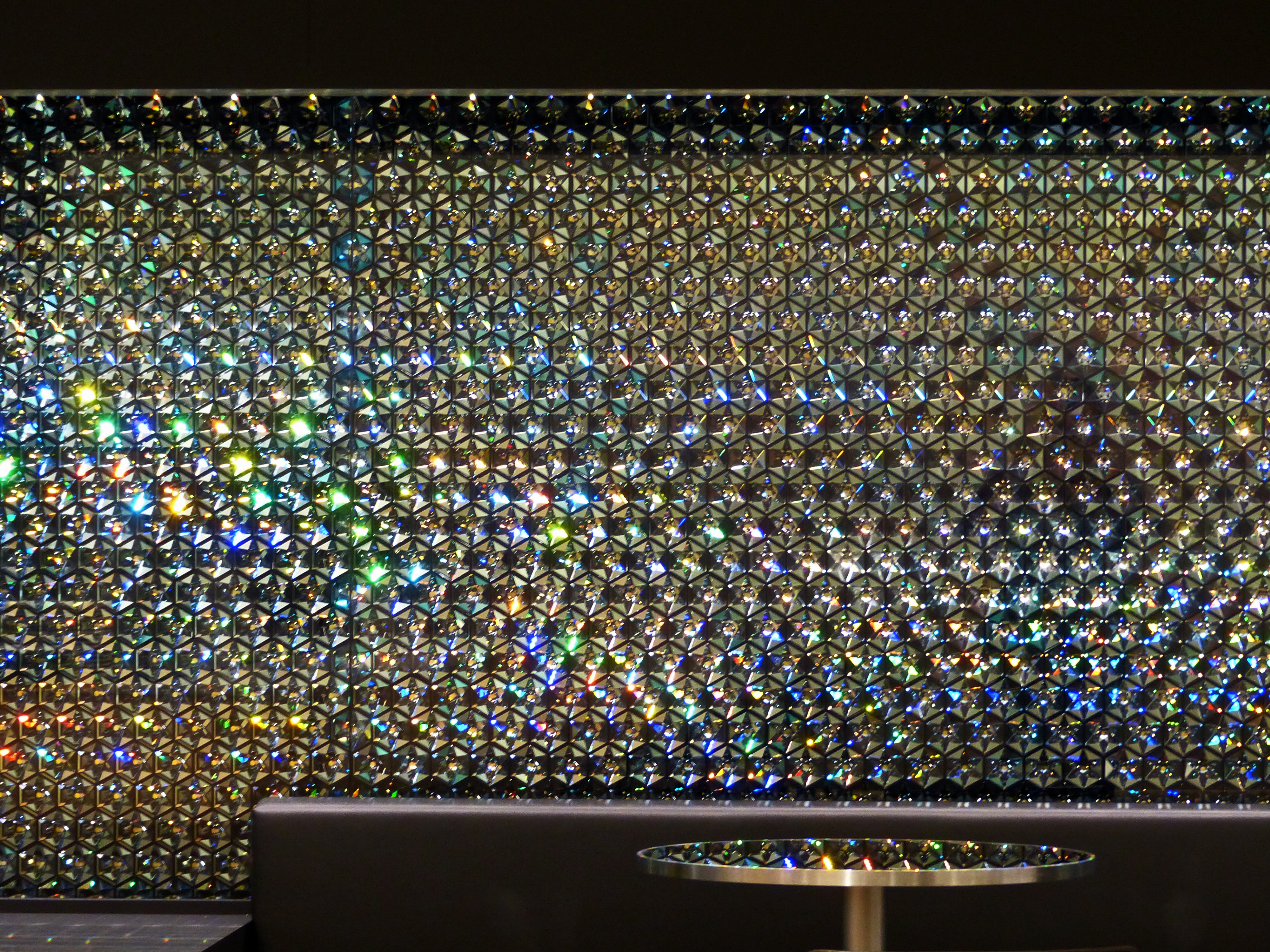

## Ресурси Інтернета
Вікісховище має мультимедійні дані за темою: Кришталеві світи Swarovski
- Офіційний сайт музею [Архівовано 20 грудня 2015 у Wayback Machine.]
- Фотоекскурсія по музею [Архівовано 18 грудня 2011 у Wayback Machine.]